# Harry M. Daugherty

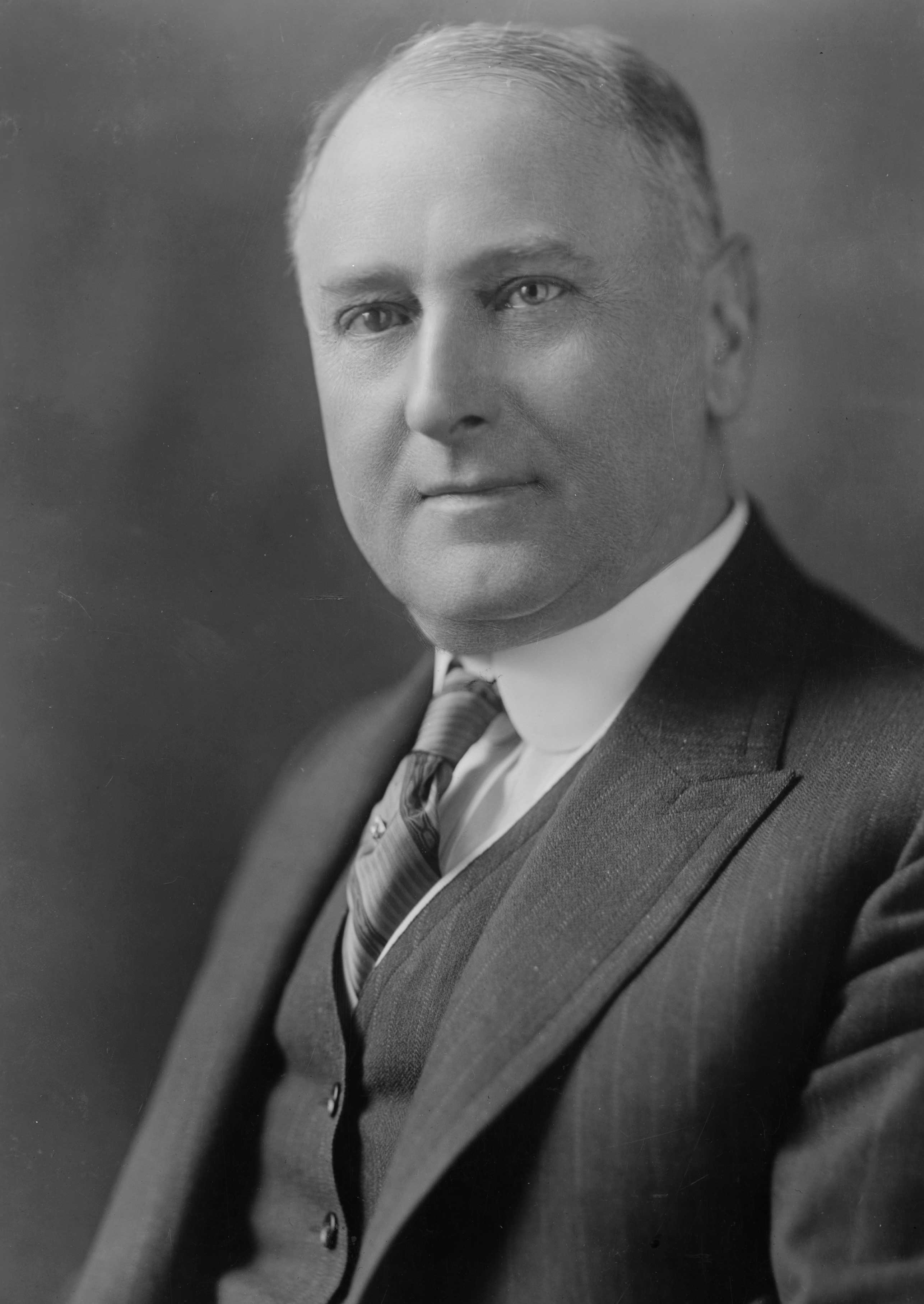
Harry M. Daugherty (1920)

Harry Micajah Daugherty (* 26. Januar 1860 im Fayette County, Ohio; † 12. Oktober 1941 in Columbus, Ohio) war ein US-amerikanischer Jurist und Politiker (Republikanische Partei), der dem Kabinett unter den US-Präsidenten Warren G. Harding und Calvin Coolidge als Justizminister angehörte.

## Studium und berufliche Laufbahn
Harry M. Daugherty wurde am 6. Januar 1860 im Lafayette im US-Bundesstaat Ohio geboren. Er hat irische und schottische Wurzeln. Daugherty absolvierte ein Studium der Rechtswissenschaften an der Law School der University of Michigan, das er bereits 1880 im Alter von 20 Jahren mit einem Bachelor of Laws (LL.B.) abschloss. Aufgrund gesetzlicher Bestimmungen konnte er jedoch erst im folgenden Jahr mit 21 Jahren als Rechtsanwalt zugelassen werden. Anschließend war er bis 1896 als Anwalt in Washington Court House tätig. 1902 gründete er die Kanzlei Daugherty, Todd & Rarey in Columbus.
Nach seinem Rücktritt aus der Politik betätigte er sich noch bis 1932 als Rechtsanwalt.

## Politische Laufbahn

### Politiker in Ohio
Bereits 1891 begann er zugleich seine politische Laufbahn als Mitglied des Stadtrates von Washington Court House. Anschließend war er Bezirksstaatsanwalt (Prosecutor) im Fayette County. Von 1890 bis 1894 war er Abgeordneter im Repräsentantenhaus von Ohio. Seine Kandidaturen zum Repräsentantenhaus der Vereinigten Staaten sowie als Attorney General (1895) und Gouverneur (1897) von Ohio waren jedoch erfolglos.

### Wahlkampfmanager von Warren G. Harding
„At the proper time after the convention met, some fifteen men, bleary-eyes with a loss of sleep and perspiring profusely with the excessive heat, will sit in seclusion around a big table. I will be with them and will present the name of Senator Harding to them, and before we go through they will put him over.“

„Zur angemessenen Zeit, nachdem der Konvent eröffnet worden ist, werden ungefähr fünfzehn Männer, mit getrübten Augen und wenig Schlaf reichlich schwitzend wegen der übermäßigen Hitze, vor einem großen Tisch sitzen. Ich werde bei ihnen sein und werde ihnen den Namen von Senator Harding präsentieren, und bevor wir [der Konvent] fortfahren werden, werden sie ihn über die anderen Kandidaten gestellt haben.“

Daraufhin zog sich Daugherty selbst aus der aktiven Politik zurück und wurde stattdessen als Wahlkampfberater- und manager tätig. 1896 arbeitete er für Mark Hanna im erfolgreichen Präsidentschaftswahlkampf für William McKinley. Hanna, der als Wahlkampfleiter von McKinley die moderne Art Wahlkampf zu führen begründet haben soll, war auch Daughertys wichtigster Mentor. 1912 leitete Daugherty den Präsidentschaftswahlkampf von William Howard Taft. Aufgrund der konkurrierenden Progressive Party von Theodore Roosevelt gewann Taft aber weder Ohio noch die gesamte Wahl.
1904 freundete sich Daugherty dem damaligen Vizegouverneur von Ohio, Warren G. Harding, an. In den folgenden 20 Jahren wurde er zu dessen wichtigstem politischen Berater. 1910 war er erstmals dessen Wahlkampfmanager bei der erfolglosen Kandidatur für das Amt des Gouverneurs von Ohio. Vier Jahre später leitete er jedoch die erfolgreiche Wahlkampagne, die zu Hardings Wahl zum US-Senator für Ohio führten.
Später stieg er zum Vorsitzenden des Republican State Committee auf und war somit 1920 Vorsitzender der Republikanischen Partei in Ohio. Zu dieser Zeit galt Daugherty als scharfsinniger, zäher und erfolgreicher Politiker, dem jedes Mittel recht war, um seine Ziele zu erreichen. Als sein Markenzeichen galten ein maßgeschneiderter dreiteiliger Anzug und eine an seine Krawatte angesteckte Perle. Auffällig war außerdem, dass er ein blaues und ein braunes Auge hat und teilweise blind war. Für Harding war Daugherty außerdem Wahlkampfleiter, als dieser sich um die republikanische Nominierung für die Präsidentschaft bewarb. Obwohl Harding national kaum bekannt war, in den Vorwahlen schlecht abgeschnitten hatte und Harding selbst mehrmals das Vorhaben abbrechen wollte, glaubte Daugherty fest daran, dass Harding aus seiner Außenseiterrolle heraus als Kompromisskandidat nominiert werden könnte. Um dieses Ziel zu erreichen, traf er sich im April 1920 mit dem Ölmillionär Jake Hamon. Daugherty hatte von einem gemeinsamen Freund, John Ringling, erfahren, dass Hamon gerne einen Außenseiterkandidaten finanziell unterstützen würde, sodass dieser die Nominierung erreicht. Tatsächlich erstarrte die Republican National Convention in Chicago im Juni 1920 schnell zu einer Brokered Convention zwischen dem politisch unerfahrenen General Leonard Wood und dem Gouverneur von Illinois, Frank Orren Lowden, durch, sodass Harding als Kompromiss durchgesetzt werden konnte, wobei Daugherty Hamons Geld nutzte, um zahlreiche Delegierte und Parteiführer zu kaufen. Harding ernannte Daugherty anschließend auch zu seinem Wahlkampfmanager für die Präsidentschaftswahl 1920. Die Kampagne baute insbesondere auf Hardings freundliche Art, seine neutrale politische Haltung sowie seinem Ziel der Rückkehr zur Normalität nach dem Ersten Weltkrieg auf.

### Justizminister unter zwei Präsidenten und Rücktritt wegen Verwicklung in Skandale

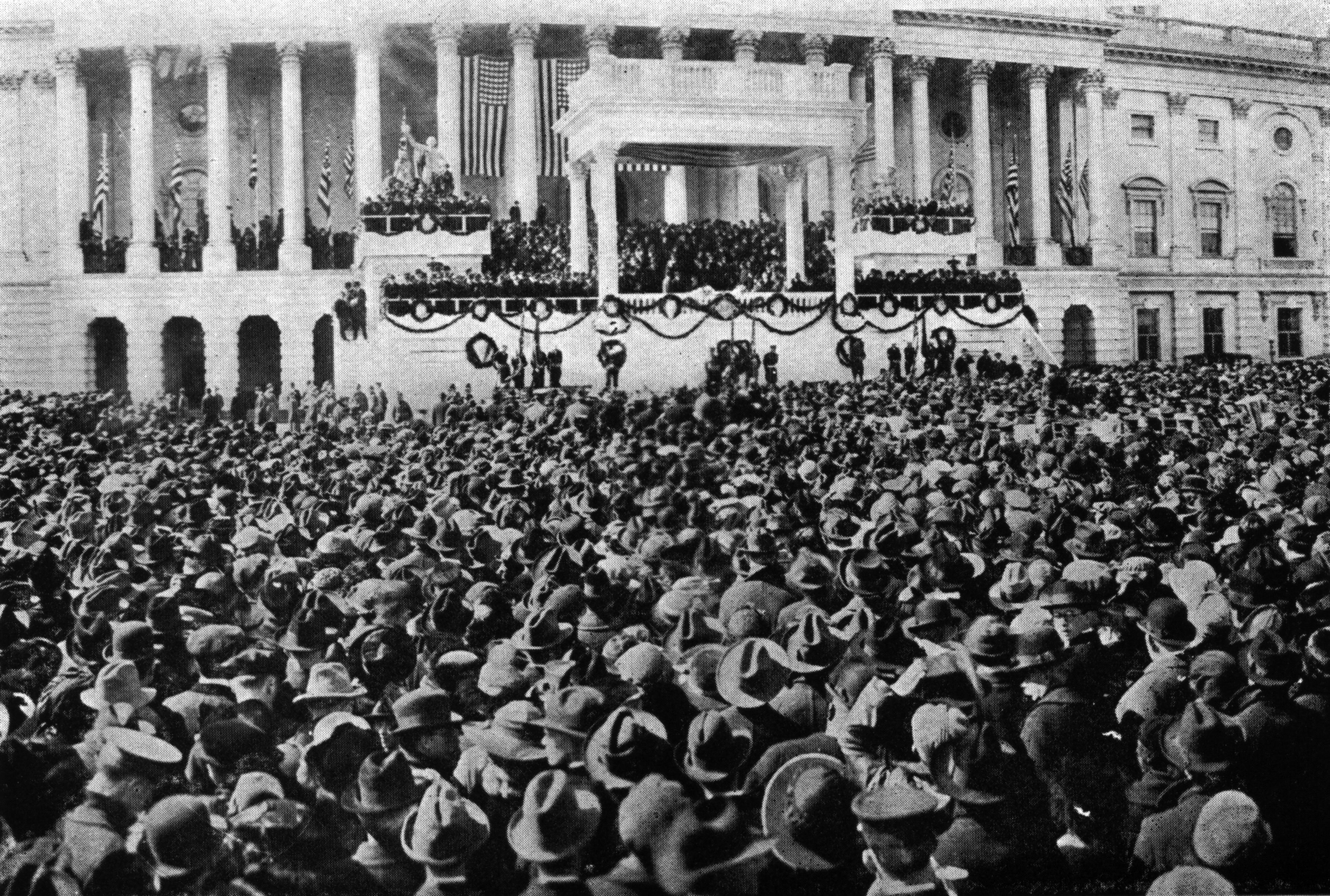
Amtseinführung von Harding, 1921

Nach der Wahl von Harding zum US-Präsidenten wurde Daugherty von diesem am 4. März 1921 als Justizminister (Attorney General) in sein Kabinett berufen. Nach dem Tod von Harding am 2. August 1923 verblieb er auch im Kabinett von dessen Nachfolger Calvin Coolidge im Amt.
Seine Amtszeit als Justizminister war geprägt durch Unregelmäßigkeiten im Büro für Veteranen, Verschwörungen gegen das Vermögen von Ausländern sowie seine Rolle bei der Begnadigung des sozialistischen Präsidentschaftskandidaten Eugene V. Debs.

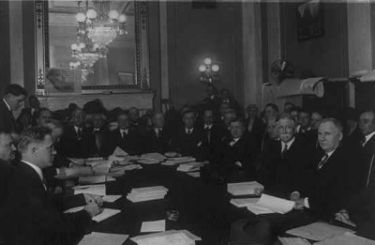
Sitzung des Senatsausschusses zur Untersuchung des Teapot-Dome-Skandals

Daugherty erklärte am 28. März 1924 auf Druck Coolidges seinen Rücktritt vom Amt des Justizministers. Sein Nachfolger wurde Harlan Fiske Stone. Ursache für seinen erzwungenen Rücktritt war seine Verwicklung in gleich mehrere Korruptionsskandale im Umfeld der Ohio Gang. Er hatte Bestechungsgeldzahlung von Schmugglern, an der sein engster Mitarbeiter Jesse „Jess“ Smith beteiligt war, angenommen. Zusammen mit dem Treuhänder für beschlagnahmte ausländische Besitztümer, Thomas W. Miller, hatte er im Fall der American Metal Company weitere Bestechungsgelder angenommen, auch hier war Jess Smith beteiligt. Daughertys Verwicklung in den ungeklärten Tod Smiths 1923 war Anlass zu weiteren Spekulationen gegen ihn. Im Übrigen wurde Daugherty vorgeworfen, dass er im so genannten Teapot-Dome-Skandal, in den der Innenminister Albert B. Fall verwickelt war, als Attorney General nicht nachhaltig genug eingegriffen hätte. 1929 wurde Fall – als erstes Mitglied eines amerikanischen Kabinetts – zu einer Haftstrafe verurteilt. Im Zusammenhang mit den beginnenden Entwicklungen gegen Fall und Daugherty kam es außerdem 1924 zum „Daugherty-Burns-Skandal“, als bekannt wurde, dass Daugherty den ihm unterstehenden Direktor des Bureau of Investigation (BOI), des Vorläufers des späteren Federal Bureau of Investigation (FBI), zu diesem Zeitpunkt der zusammen mit Daugherty ins Amt gekommene William John Burns, angewiesen hatte, sowohl das die Ermittlungen leitende Kongressmitglied Thomas J. Walsh als auch investigative Journalisten durch Agenten des BOI einschüchtern zu lassen und Erpressungen vorzubereiten – dieser eklatante Amtsmissbrauch war schließlich der entscheidende Grund dafür, dass Daugherty als Attorney General unhaltbar wurde.
Ein Untersuchungsausschuss des Senats unter der Leitung des jungen demokratischen Senators Burton K. Wheeler führte umfangreiche Ermittlungen in diesen Skandalen durch.
1932 verfasste er seine Memoiren über seine Amtszeit während der Präsidentschaft von Harding. Darin ging er auch noch einmal auf die Bestechungsskandale in der Amtszeit von Harding ein und gab an, dass der Grund für den Selbstmord seines Assistenten Smith dessen Diabetes und nicht etwa ein verspätetes Schuldeingeständnis aufgrund des Bestechungsskandals war. Andere von ihm geplante Bücher, die zu seiner Rehabilitation führen sollten, konnte er wegen zwei im Oktober 1940 erlittener Herzinfarkte und einer Lungenentzündung jedoch nicht mehr schreiben.

## Veröffentlichungen
- Harry M. Daugherty und Thomas Dixon: The Inside Story of the Harding Tragedy. New York 1932.